# تكاثر خلايا عضلة القلب
تكاثر خلايا عضلة القلب يشير إلى قدرة خلايا عضلة القلب على إكمال الدورة الخلوية والاستمرار في الانقسام. تقليديًا، كان يعتقد أن خلايا عضلة القلب تملك قدرة قليلة أو معدومة على التكاثر والتجدد بعد الولادة. رغم أن الأنواع الأخرى من الخلايا، مثل الخلايا الظهارية المعدية المعوية، قد تتكاثر وتتمايز طوال الحياة، تحتوي أنسجة القلب على قدرة ذاتية ضئيلة على التكاثر، إذ تتوقف الخلايا البشرية البالغة في دورة الخلية. مع ذلك، حدث تحول نموذجي في الآونة الأخيرة. أظهرت الأبحاث الحديثة أن خلايا عضلة القلب البشرية تتكاثر إلى حدٍّ ضئيل خلال العقدين الأولين من الحياة. بالإضافة إلى ذلك، أُثبت حدوث تكاثر خلايا العضلة القلبية وتجديدها في العديد من الثدييات حديثي الولادة استجابةً لحدوث إصابة في الأسبوع الأول من الحياة. يهدف البحث الحالي إلى زيادة فهم الآلية البيولوجية الكامنة وراء تكاثر خلايا عضلة القلب على أمل إعادة تفعيل هذه القدرة لدى البالغين بهدف مكافحة أمراض القلب.

## حسب الأنواع

### الدانيو المخطط
تتمتع أسماك الدانيو المخطط البالغة بقدرة مميزة على تجديد عضلة القلب لديها بعد الإصابة. هناك جينات متماثلة لدى كل من أسماك الدانيو المخطط والبشر تتحكم في نمو القلب، فالقدرة الهائلة لخلايا عضلات قلب أسماك الدانيو المخطط على التكاثر استجابةً للإصابة جعلت منها نموذجًا بحثيًا شائعًا. عند استئصال نحو 20% من البطين من أسماك الدانيو المخطط البالغة، تتجدد عضلة القلب تمامًا. تحفز الإصابة مجموعة فرعية من خلايا عضلة القلب في قلب أسماك الدانيو المخطط وتكون قادرة على التكاثر وفقدان تمايزها. تكون خلايا عضلة القلب لدى أسماك الدانيو المخطط وحيدة النواة وثنائية الصيغة الصبغية.

### الثدييات
بعد إثبات حدوث تكاثر خلايا عضلة القلب وتجددها لدى أسماك الدانيو المخطط بعد الاستئصال، استُخدمت نماذج حيوانية مختلفة لاستكشاف ما إذا كانت الثدييات أيضًا تملك هذه القدرة الفطرية. في عام 2011، أظهر بوريلو وآخرون أن الفئران حديثة الولادة قادرة على تجديد عضلة القلب بعد الاستئصال. منذ عام 2011، ركزت العديد من المجموعات البحثية الأخرى على تجديد خلايا عضلة القلب. بالإضافة إلى ذلك، بإمكان خلايا عضلة القلب لدى الجرذان والخنازير حديثة الولادة أيضًا التكاثر استجابةً للإصابة خلال الأسبوع الأول من الحياة.

### البشر
في عام 2009، استخدمت مجموعة أبحاث الدكتور جوناس فريزين أسلوبًا لإجراء التأريخ باستخدام الكربون لخلايا عضلة القلب لاقتراح أن خلايا عضلة القلب البشرية البالغة تتكاثر بالفعل، ولكن، بمعدل بطيء جدًا. كانت هناك أيضًا تقارير حالة تشير إلى أن خلايا عضلة القلب لدى الأطفال حديثي الولادة قادرة على التكاثر استجابةً لنقص التروية. أظهرت ورقة بحثية عام 2013 أن هناك عدد صغير من خلايا عضلة القلب تخضع للانقسام المتساوي وانقسام السيتوبلازم لدى البشر حتى سن الـ20، مع وجود أعلى نسبة لدى الرضع.

## الآثار السريرية
ما تزال أمراض القلب من الأسباب الرئيسية للوفاة في الولايات المتحدة. يمكن أن يؤدي مرض القلب التاجي إلى ضعف عضلة القلب وقصور القلب. في حال ترقي التصلب العصيدي إلى مرحلة يحث فيها انسداد في الشريان التاجي، قد يحدث نقص في تروية عضلة القلب وتلفها، ما يؤدي إلى موت غير عكوس لخلايا عضلة القلب. قد يوفر الفهم الأفضل للآلية البيولوجية الكامنة وراء تكاثر خلايا عضلة القلب المثبت لدى أسماك الدانيو المخطط البالغة والفئران والجرذان والخنازير حديثة الولادة نظرة ثاقبة حول إمكانية تحفيز تكاثر خلايا عضلة القلب وتجديد القلب لدى المرضى الذين يعانون من نقص التروية أو قصور القلب.